# Nicolae Bălcescu (rivoluzionario)
Nicolae Bălcescu (Bucarest, 29 giugno 1819 – Palermo, 29 novembre 1852) è stato un rivoluzionario rumeno.
Ebbe vita molto movimentata, da tipico rivoluzionario risorgimentale.
Fu arrestato varie volte e partecipò in Francia ai moti del 1848. Fu introduttore in Romania degli studi sociali ed economici di spirito liberale. Lo ricordiamo fondamentalmente per la sua opera Storia dei Romeni sotto Michele il Bravo (1860) nel quale rappresenta il monarca come simbolo dell'unità nazionale.
Fu inoltre direttore e fondatore della Rivista storica della Dacia, chiusa nel 1847 dal regime.
Colpito ed indebolito dalla tubercolosi gli ultimi anni gira per la Sicilia e la Francia e muore all'età di 33 anni a Palermo. È sepolto a Palermo al Cimitero monumentale dei Rotoli (Madonna del Rotolo) nella fossa comune n. 5.

## Biografia
Nicolae Bălcescu nasce a Bucarest (Valacchia) nel 1819, in una famiglia di piccoli boiari; era figlio del panettiere Barbu e della Serdar (rango militare Ottomano) Zinca Petreasca-Bălcescu. Prende il cognome dalla famiglia materna, originaria di Bălcești (Vâlcea), il padre risulta essere morto nel 1824.
La famiglia si origina da un prete ortodosso di nome Pǎrinte Necula che nel 1766 comprò la regione di Bălcești.
Bălcescu aveva due fratelli: Costache e Barbu (nonno del primo ministro Ion Gigurtu); e due sorelle: Sevasta e Marghioala (forse una terza, Eleni).
Studia al Collegio Nazionale Sfântul Sava dal 1832, come compagno di classe aveva Ion Ghica (politico della Massoneria) mentre come Professore Ion Heliade-Rădulescu (poeta).
Era grande amante della storia ed entra nell'esercito a solo 19 anni mentre nel 1840, insieme ad altri patrioti, partecipa al "Complotto Filipescu" contro il principe Alexandru II Ghica, che però viene scoperto e fallisce, perciò è rinchiuso nel monastero di Mărgineni (Tărgoviște) fino al 1843, quando il nuovo principe (Bibescu) lo perdonò.
Uscito dal suo confinamento fonda insieme a Ion Ghica e Christian Tell un'organizzazione segreta chiamata Frația (ovvero la Fratellanza), e inizia a viaggiare in giro per l'Europa: Valacchia, Moldova, Transilvania, Bucovina ma anche in Francia e Italia, iniziando a lavorare e dirigere la Rivista Storica della Dacia (fondata da lui e August Treboniu Laurian) dal 1845.
In Francia è rimasto coinvolto nella Rivoluzione del 1848, ma è poi tornato a Bucarest per partecipare alla Rivolta dell'11 Giugno contro i Russi, diventando per due giorni ministro degli esterni e segretario di stato del governo provvisorio instaurato dai ribelli rumeni (era Liberale e sosteneva il suffragio universale e la riassegnazione dei terreni)
A Budapest (Pesta) nasce suo figlio illegittimo Bonifaciu Florescu, poeta, avuto dalla relazione con Luxița Florescu, figlia dell'agha Iordache Florescu.
La rivolta fu però sedata dagli Ottomani che il 13 settembre arrestarono Bălcescu, ma lui riuscì a fuggire in Transilvania, dove fu espulso dalle forze Asburgiche. Bălcescu ritorna a viaggiare: Trieste, Atene e Costantinopoli e poi a Debrecen dove incontra Lajos Kossuth, capo della Rivolta Ungherese del 1848, dove i due patrioti cercarono di arrivare a un compromesso pacifico tra le idee rivoluzionarie rumene e ungheresi contrastanti, con Kossuth che si dichiara d'accordo con le idee rumene.
Il 2 luglio 1849 viene firmato a Pesta il Progetto di Pacificazione, un accordo rumeno-ungherese firmato tra Kossuth, Bălcescu e Avram Iancu con cui le forze rumene si sarebbero dichiarate neutrali sulla rivolta ungherese, ma gli ungheresi non rispettano i termini dell'accordo e scoppia di nuovo la guerra tra le fazioni, la rivolta è poi completamente sedata dalle forze alleate Austro-russe.
Viene esiliato a Parigi, dove cerca di radunare forze europee in esilio per creare una confederazione di popoli europei, inoltre in questo periodo inizia a scrivere la sua opera più famosa, Storia dei Romeni sotto Michele il Bravo, che ha iniziato a comporre dal 1849 ma non l'ha mai pubblicato perché morto, sarà pubblicato in seguito dal collega Odobescu.
Durante l'esilio parigino diventa leader della Società degli studenti rumeni insieme ad altri intellettuali, continua la sua attività letteraria (scrivendo opere in francese), inoltre pubblicò sulla rivista storica l'articolo Sullo stato sociale dei lavoratori-aratori attraverso il tempo, che sarà citato da Karl Marx.
Il 27 settembre 1850 se ne va da Parigi usando un passaporto falsificato, spacciandosi di essere l'imperatore ottomano ("Au nom de Sa Majestè l'Empereur des Ottomans") arriva a Costantinopoli 2 anni dopo e poi parte verso Galați dove però è fermato dalle autorità, egli stava cercando di visitare sua madre ormai in punto di morte, mentre lui stesso era oramai gravemente ammalato; per questo i suoi medici gli suggeriscono di stabilirsi in Italia Meridionale.
Passa allora per Malta, Napoli e alla fine si stabilisce a Palermo nell'hotel Alla Trinacria dove morirà di Tubercolosi a solo 33 anni nel 1852, verrà allora sepolto nel cimitero della Madonna del Rotolo nella quinta fossa.

## La Posterità
Nel 1977 l'antropologo Cantemir Riscuția e altri hanno partecipato a una delegazione rumena a Palermo per ritrovare il corpo del rivoluzionario.
Secondo una diceria di un locale marinaio, il corpo di Bălcescu si trovava nella Galleria delle Mummie dei Monaci Cappuccini, la delegazione ha quindi analizzato 2000 scheletri ma nessuno di essi combaciava con l'aspetto di Bălcescu; alla fine è stato decretato che il corpo si trovasse in una fossa comune (dove effettivamente era) ma il corpo non è mai stato dissotterrato.
Durante l'epoca comunista il governo considerò Bălcescu come un ideale del pensiero comunista, per questo nel 1948 fu emessa una medaglia di argento e rame per commemorarlo, inoltre Bălcescu apparse sulle banconote da 1000 lei (edizione 1950) e da 100 lei (edizioni 1952/1966).
A Bălcescu furono intitolate innumerevoli strade in giro per il paese come anche ben 4 comuni, 8 villaggi e altre località.

Ecco un esempio di come l'ideologia comunista rumena usò Bălcescu per la sua propaganda:
Nicolae Bălcescu è la figura più luminosa della rivoluzione del 1848, è il tipo di rivoluzionario il quale, capendo il corso della Storia, si rese conto che la vera rivoluzione doveva basarsi sulla forza del popolo, mostrando le aspirazioni e i diritti. Malato di tubercolosi, dovendo sopportare le perdite e il peso dell'esilio nel contesto dei suoi ultimi viaggi verso i territori del Mediterraneo dove incontrerà la sua fine; Bălcescu ci appare in questo monumento [il busto di Bălcescu presente a Rămnicu Vălcea del 1851] con la vasta fronte da pensatore, dominata dal fuoco dello sguardo, con occhi grandi, penetranti e che esprimono una profonda vita interiore. Questo monumento di grande sobrietà non ci trasmette solo l'immagine del personaggio ma anche l'ammirazione del pittore [Tăttărescu] per il vero conduttore della rivoluzione del 1848. Lavorato con Maestria esprime la grande personalità di pensatore e lottatore di Nicolae Bălcescu e si ascrive alla galleria dei ritratti psicologici di nota nella storia della nostra arte.
Il corpo rimane tuttora a Palermo, nonostante gli svariati tentativi dal governo comunista di riprendersi il corpo, i gestori del fosso non ne diedero mai il consenso.
Nel 2015 l'Accademia Rumena sistema una serie di errori comuni riguardo a Bălcescu e gli accorda il titolo di membro post-mortem.

Il 7 ottobre 2019, in occasione della Sessione Solenne organizzata per il Bicentenario dalla nascita di Bălcescu, l'Accademia dichiara:
Nicolae Bălcescu (1819-1852), storico, scrittore e diplomatico rumeno, rimane uno dei simboli della rivoluzione del '48. Si è piazzato subito come un intellettuale dedicato del tutto alla causa rivoluzionaria, partecipando alla rielaborazione del progetto di costituzione delle terre rumene, e come un militante nell'affermazione dell'autonomia e nella preparazione alla proclamazione dell'indipendenza, l'adozione del voto universale e la riassegnazione dei terreni — Accademia Rumena, 7 ottobre 2019
Le proprietà di Bălcescu sono state nazionalizzate dal governo, specialmente la casa natale (oggi Museo di Nicolae Bălcescu) che fino al 1948 era proprietà dei parenti di Bălcescu: Aristide Razu (sposò Margareta Mandrea, figlia della nipote più piccola di Bălcescu) e Radu Mandrea (figlio di Aristide); nel 1948 fu donata la casa come bene culturale al governo.

## Opere
- Magazin istoric pentru Dacia (1844-1847), in collaborazione con August Treboniu Laurian
- Puterea armată și arta militară de la întemeierea Prințipatului Valahiei și până acum (1844), pubblicata nella rivista Propășirea di Kogălniceanu
- Comentarii asupra bătăliei de la Câmpia Rigăi sau Coșovo (1844)
- Despre împroprietărirea țăranilor (1848), pubblicata nella rivista Poporul Suveran di Bolintineanu
- Drepturile românilor către Înalta Poartă (1848)
- Românii supt Mihai-Voievod Viteazul (1849), pubblicata postuma da Odobescu nel 1860
- La Tribune des Peuples (1849), in collaborazione con Golescu, Brătianu e in seguito Mickiewicz
- Question économique des Principautés Danubiennes (1850)
- Despre starea socială a muncitorilor plugari în Principatele Române în deosebite timpuri (1850), citato da Karl Marx
- România viitoare (1850), in collaborazione con molti poeti, in essa furono pubblicate una serie di opere letterarie famose tra cui Mersul revoluției în istoria românilor

Nel 2017, l'Accademia Rumena ha pubblicato la Raccolta Opere (divisa in due Volumi), che contiene le opere principali più opere meno note come Corespondență, Patru Studii Istorice, Cucerirea Ardealului de către Mihai Viteazul, Cuvânt preliminariu despre izvoarele Românilor, Români și Fanarioți, Ioan Tautul; mare Logofat al Moldaviei, Logofatul Miron Costin; istoricul Moldaviei, Reforma Soțială la Români, Manualu Bunului Român e altre lettere minori